# Factor’s House

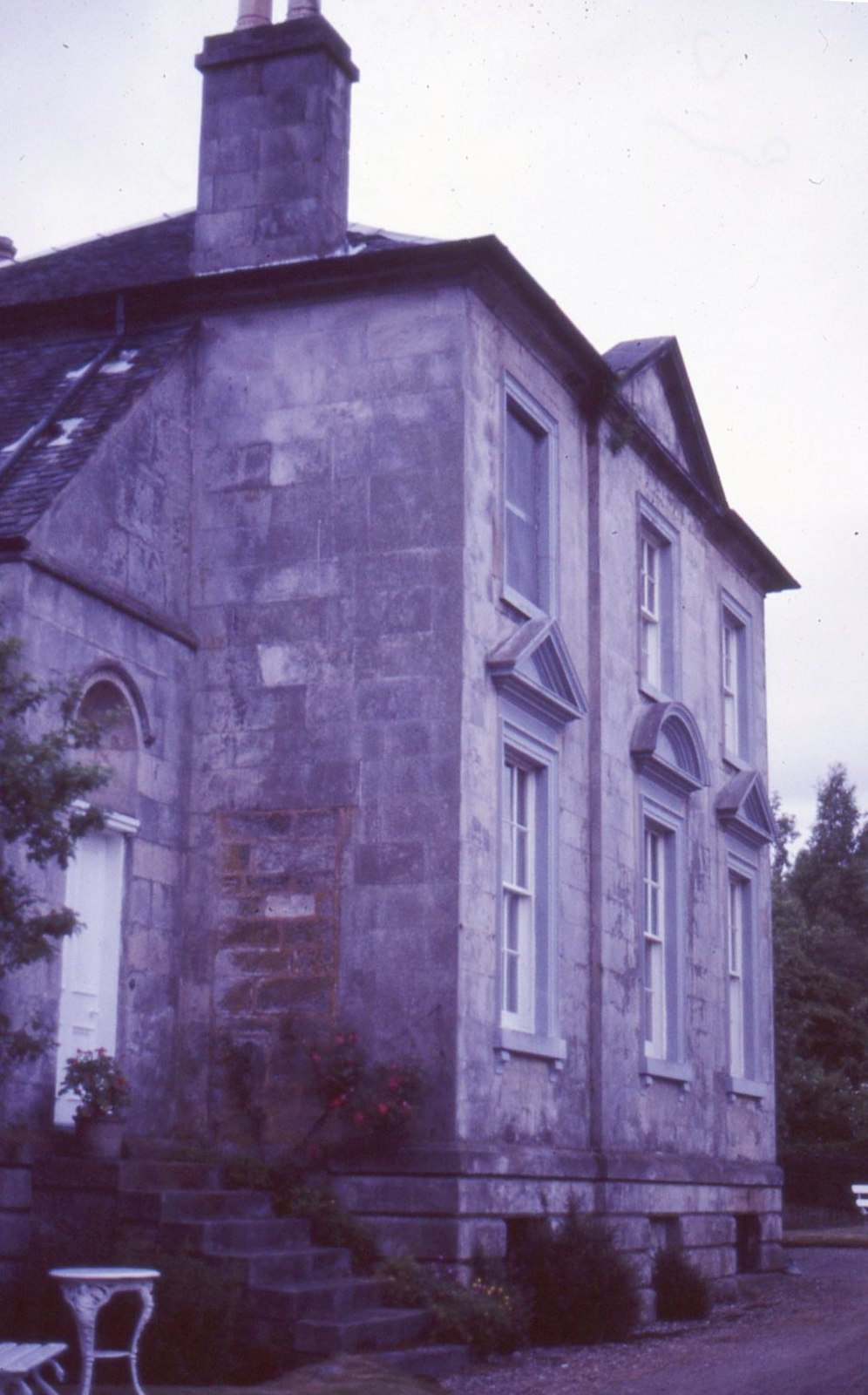
Factor’s House

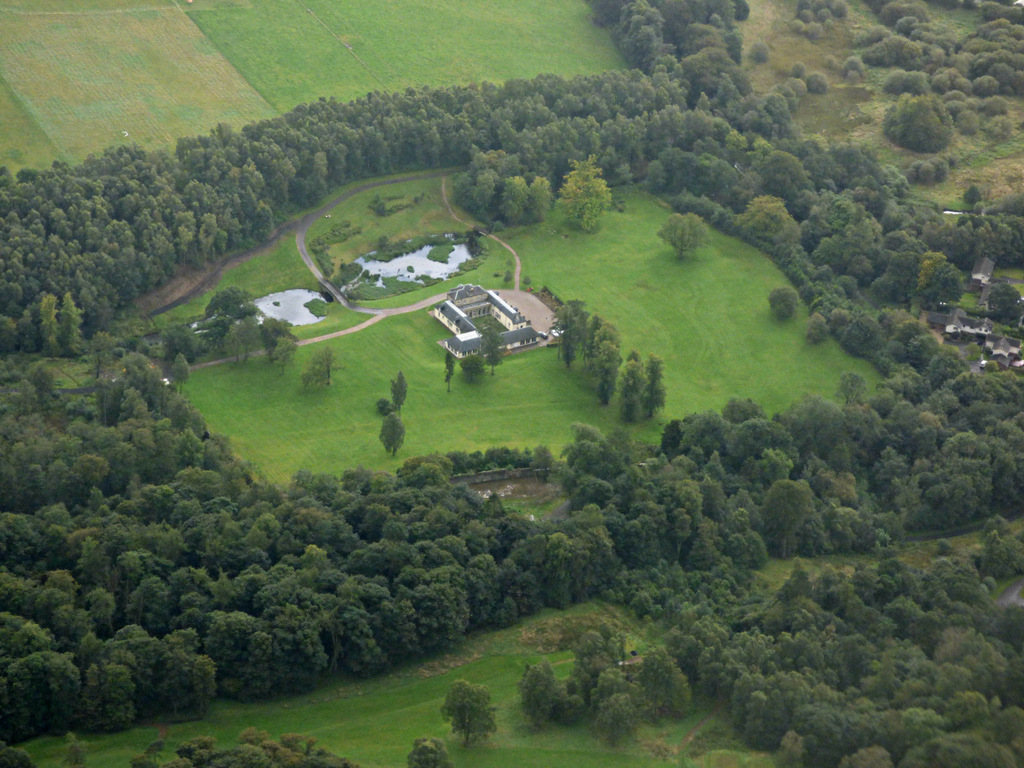
Luftbild

Factor’s House, auch Glassford House, ist ein Wohngebäude in der schottischen Stadt Milngavie in East Dunbartonshire. Es liegt außerhalb der Stadt westlich des Vororts Dougalston. 1971 wurde das Factor’s House in die schottischen Denkmallisten in der höchsten Kategorie A aufgenommen. Es handelt sich um das einzige Kategorie-A-Bauwerk in Milngavie.

## Geschichte
Im 13. Jahrhundert gehörten die Ländereien von Dougalston der Familie Graham. Der an der Seite William Wallace’ kämpfende John de Graham fiel 1298 in der Schlacht von Falkirk. 1767 erwarb der Tabakindustrielle John Glassford die Ländereien, der zu dieser Zeit zu den reichsten Schotten zählte. Glassford, der zwei Bleichereien in Milngavie betrieb, ließ Factor’s House im 18. Jahrhundert errichten. Mit dem nahegelegenen Taubenturm, ein Kategorie-B-Bauwerk, sind heute noch zwei denkmalgeschützte Bauwerke Glassfords in Milngavie erhalten.
2003 wurde die Restaurierung von Factor’s House mit einem Anbau und der einer Erweiterung der Zufahrtsstraße genehmigt. Der Erweiterung der Auffahrt, sowie Bau und Anlage von einem Teich, einer Brücke und eines Zufahrtstores wurden 2005 unter Auflagen zugestimmt. Der Neubau eines Gebäudes auf dem Grundstück wurde im Jahre 2009 hingegen abgelehnt.